# Ucanha
Ucanha est une ancienne paroisse civile portugaise (en portugais : freguesia) de la municipalité de Tarouca dans le district de Viseu.

## Histoire
La loi no 11-A/2013 du 28 janvier 2013, portant réorganisation administrative du territoire des freguesias, fusionne Ucanha avec la paroisse voisine de Gouviães pour former l’União das freguesias de Gouviães e Ucanha (dont le siège est à Gouviães).

## Patrimoine

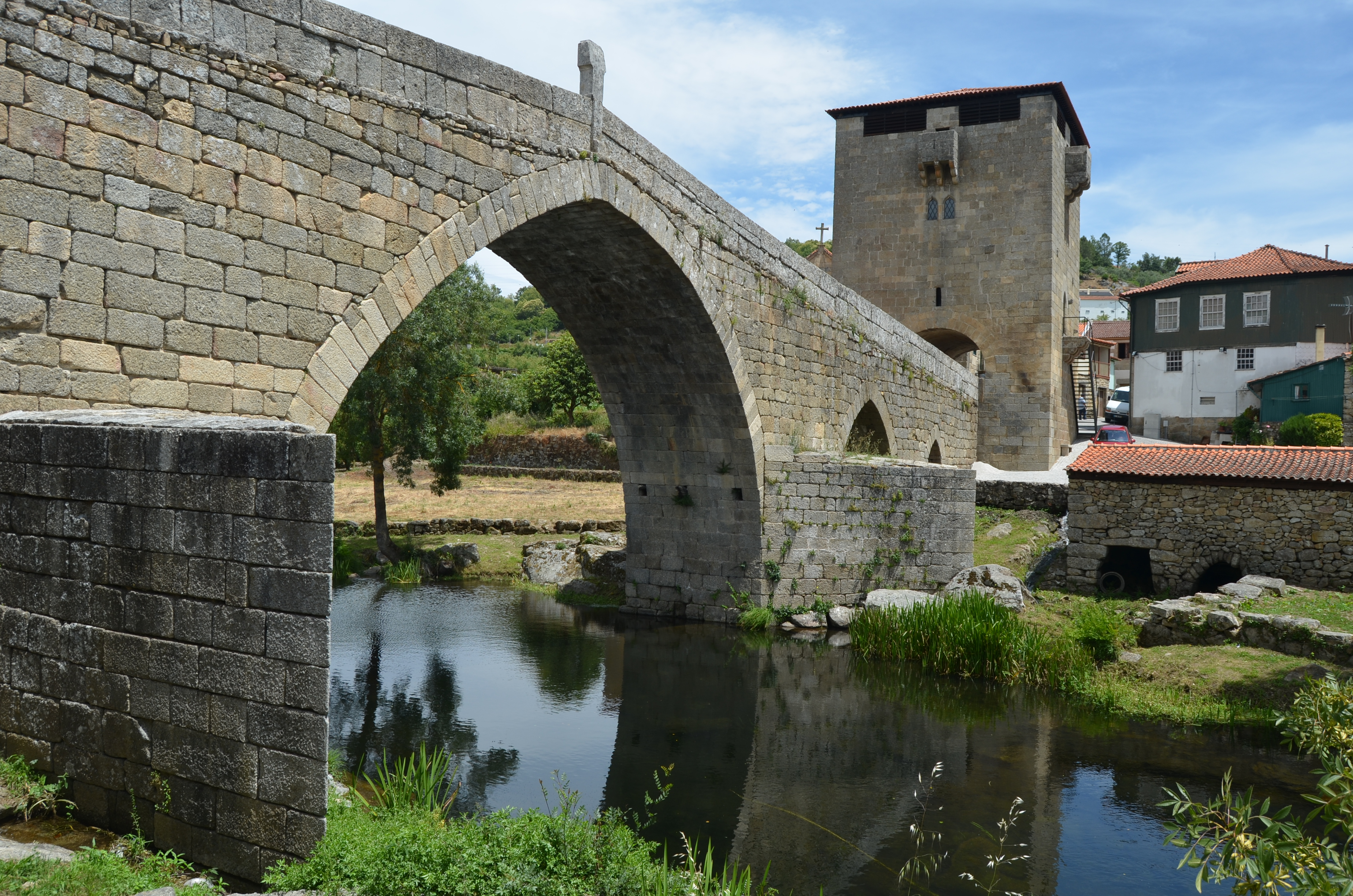
Le pont fortifié.
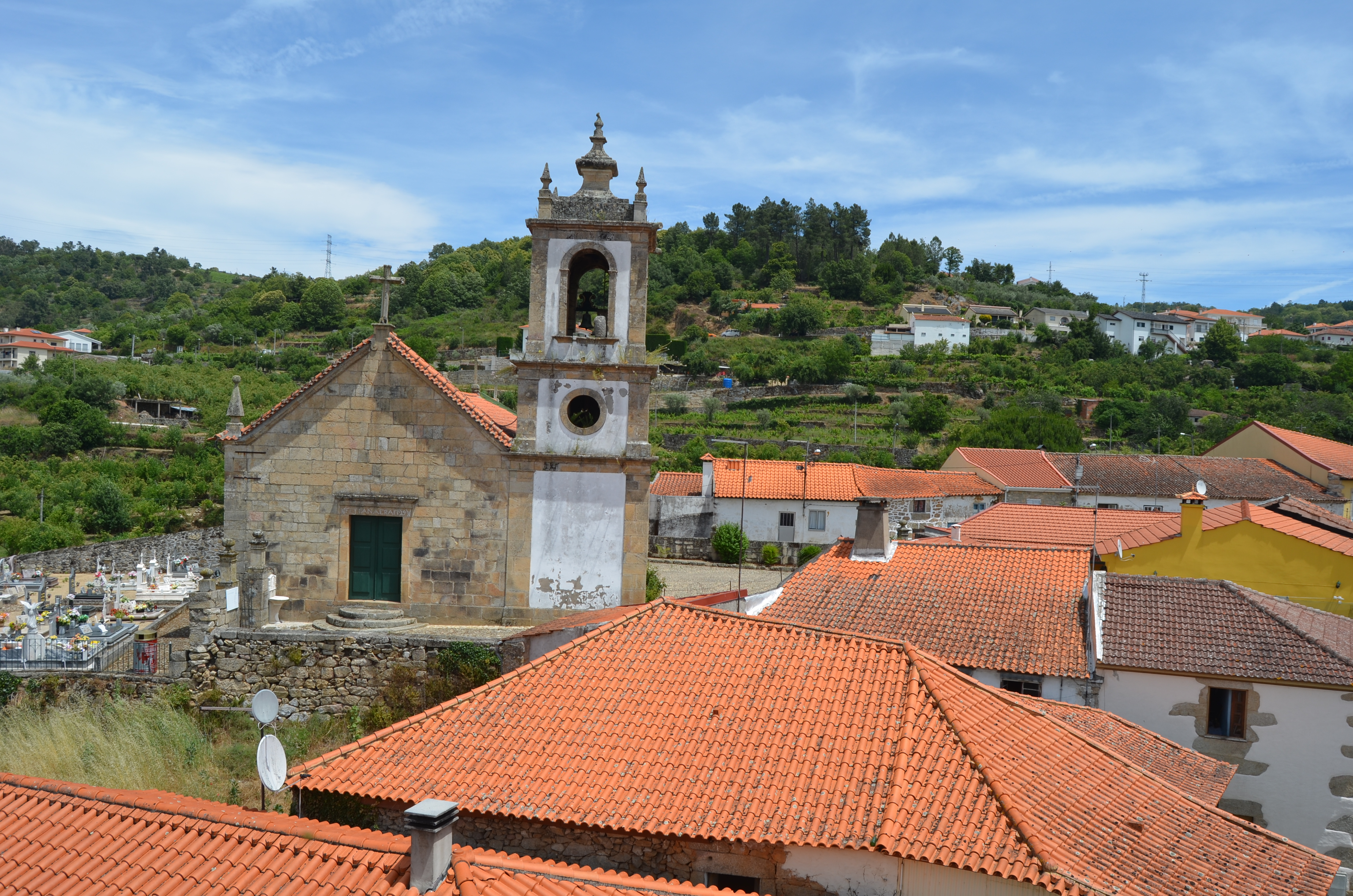
L'église.